# أميلي نوتومب
إيميلي نوثومب (ولدت في 13 آب عام 1967 ) كاتبة بلجيكيّة تكتب باللغة الفرنسية.

## سيرة
ولدت إيميلي نوثومب في مدينة كوبه اليابانيّة لدبلوماسي بلجيكي، عاشت في اليابان حتى عمر الخامسة، بعدها انتقلت إلى الصين ونيويورك وبنغلاديش وبورما ولاوس، إميلي سليلة عائلة سياسيّة بامتياز فهي ابنة شقيق وزير خارجية بلجيكا السابق كارلوس فيريناند نوثومب وحفيدة الكاتب والسياسي اليمينيّ بيير نوثومب.
نشرت إميلي روايتها الأولى نظافة قاتل Hygiène de l'assassin عام 1992، وبعدها بدأت إميلي تنشر قصائدها ومؤلفاتها تباعاً سنة بعد سنة، أثناء وجودها في اليابان دخلت نوثومب مدرسة محليّة وتعلّمت اللغة اليابانيّة، وعند بلوغها عامها الخامس انتقلت مع عائلتها إلى الصين، وفي سن 17 انتقلت للعيش في بروكسيل وهناك درست فقه اللغة في جامعة بروكسل الحرة أثناء تواجدها في وطنها الأم شعرت إيميلي بغربة شديدة، لاحقاً ورغم معارضة عائلتها انتقلت للعمل في شركة يابانيّة في العاصمة طوكيو، تحدثت عن تجربتها هذه في كتابها ذهول ورهبة.

## مؤلفاتها
- كتاب نظافة القاتل (بالفرنسيّة: Hygiène de l'assassin ) عام 1992
- كتاب التخريب المحبب (بالفرنسيّة: Le Sabotage amoureux ) عام 1993
- مسرحية حقوق الإنسان (بالفرنسيّة: Les Combustibles ) عام 1994
- قصة السهم (بالفرنسيّة: Électre ) عام 1996
- كتاب زئبق (بالفرنسيّة: Mercure ) عام 1998
- كتاب ذهول ورهبة (بالفرنسيّة: Stupeur et tremblements ) عام 1999
- كتاب شخصية المطر (بالفرنسيّة: Métaphysique des tubes ) عام 2000
- قصة قصيرة أسبيرين (بالفرنسيّة: Aspirine ) عام 2001
- كتاب ما قبل كريستا (بالفرنسيّة: Antéchrista ) عام 2003
- كتاب بيوغرافيا الجوع (بالفرنسيّة: Biographie de la faim ) عام 2004
- كتاب دخول المسيح إلى بروكسل (بالفرنسيّة: L'Entrée du Christ à Bruxelles ) عام 2004
- كتاب حمض الكبريتيك (بالفرنسيّة: Acide sulfurique ) عام 2005
- كتاب لا من حواء ولا من آدم (بالفرنسيّة: Ni d'Ève, ni d'Adam ) عام 2007
- كتاب نوع من الحياة (بالفرنسيّة: Une forme de vie ) عام 2010

## روابط خارجيّة
- موقعها الرسمي] (لغة

## وصلات خارجية
- أميلي نوتومب على موقع IMDb (الإنجليزية)
- أميلي نوتومب على موقع الموسوعة البريطانية (الإنجليزية)
- أميلي نوتومب على موقع مونزينجر (الألمانية)
- أميلي نوتومب على موقع ميوزك برينز (الإنجليزية)
- أميلي نوتومب على موقع أول موفي (الإنجليزية)
- أميلي نوتومب على موقع ديسكوغز (الإنجليزية)
- أميلي نوتومب على موقع قاعدة بيانات الفيلم (الإنجليزية)